# خلاص (فلم)
خلاص (بالإنجليزية: Khalass) هو فيلم كوميدي تم إنتاجه في لبنان وصدر في سنة 2007.

## روابط خارجية
- مقالات تستعمل روابط فنية بلا صلة مع ويكي بيانات